# Affaire de Strassen

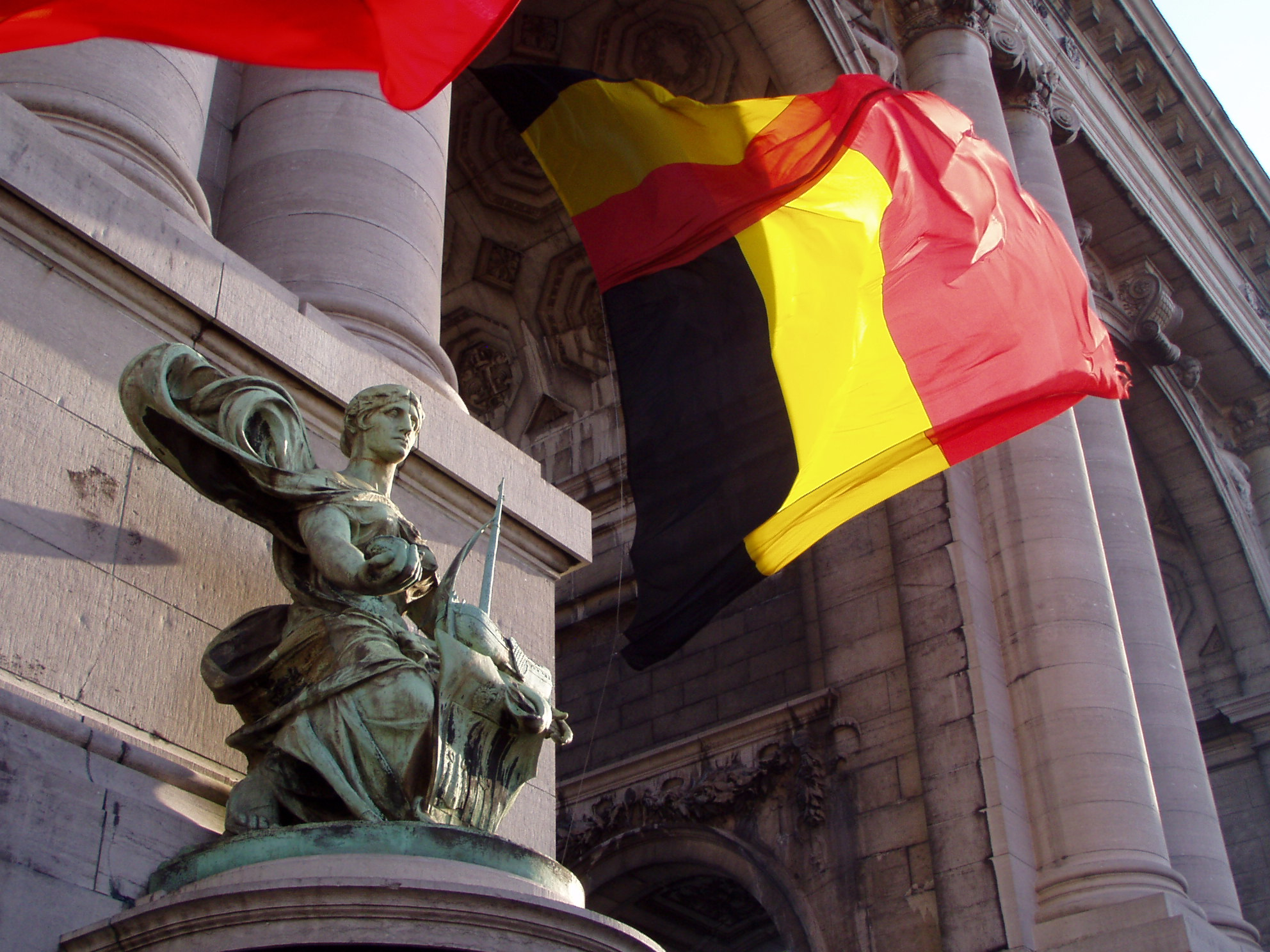
L'élément déclencheur de la crise fut l'arboration d'un drapeau belge à Strassen, village situé dans la zone de contrôle de la forteresse de Luxembourg.

L'affaire de Strassen désigne une crise diplomatique et militaire entre la Belgique et le Grand-duché de Luxembourg à partir du 22 avril 1838, pendant la période de l'annexion du Grand-duché de Luxembourg par la Belgique, qui avait elle-même entrainé la « question du Luxembourg ». 
Elle intervient juste après que le grand-duc et roi des Pays-Bas, Guillaume Ier d'Orange-Nassau, ait déclaré se rallier au traité des XXVII articles, ce qu'il avait toujours refusé de faire et ce qui lançait le processus de scission du Grand-duché de Luxembourg. Le territoire luxembourgeois était jusqu'alors administré par la Belgique depuis son annexion le 16 octobre 1830 à la suite de la participation luxembourgeoise à la Révolution belge de 1830, hormis la forteresse de Luxembourg qui abritait une garnison de l'armée prussienne en vertu de l'appartenance du Grand-duché à la confédération germanique.
L'élément déclencheur de la crise survint lorsque les habitants de Strassen, village situé quelques kilomètres à l'ouest de la ville de Luxembourg, arborèrent un drapeau belge en haut d'un arbre, entrainant l'envoi d'un détachement de 1 200 hommes de la forteresse afin de le retirer.
L'évènement fut considéré par les belges comme une invasion militaire de leur territoire et nourrit de multiples protestations, alimentant l'oposition au futur traité des XXIV articles, qui allait enlever des parties du Limbourg et du Luxembourg à la Belgique. Il fit tache d'huile et plusieurs autres drapeaux belges apparurent, notamment dans les localités situées dans la zone de contrôle de la forteresse, comme à Niederanven ou à Hostert, mais également plus loin dans le Luxembourg actuel, comme à Larochette, Mersch ou Schouweiler.

## Contexte

### Annexion et administration belge du Luxembourg
Après la participation luxembourgeoise à la Révolution belge de 1830, le Grand-duché de Luxembourg avait été annexé par la Belgique dès le 16 octobre 1830. Il ne faisait toutefois pas partie du Royaume uni des Pays-Bas dont les huit provinces méridionales avait fait sécession. C'était, à l'époque, un territoire privé appartenant à Guillaume Ier d'Orange-Nassau, roi des Pays-Bas, mais également grand-duc de Luxembourg, entrainant une situation d'union personnelle entre les deux états. Le Grand-duché étant également un état membre de la confédération germanique, la forteresse de Luxembourg abritait dès lors une garnison de l'armée prussienne ainsi que néerlandaise. Celle-ci, en plus d'un mouvement orangiste présent dans la capitale, Luxembourg-ville, empêchait la Belgique de contrôler la ville et ses alentours.

### Projet de scission

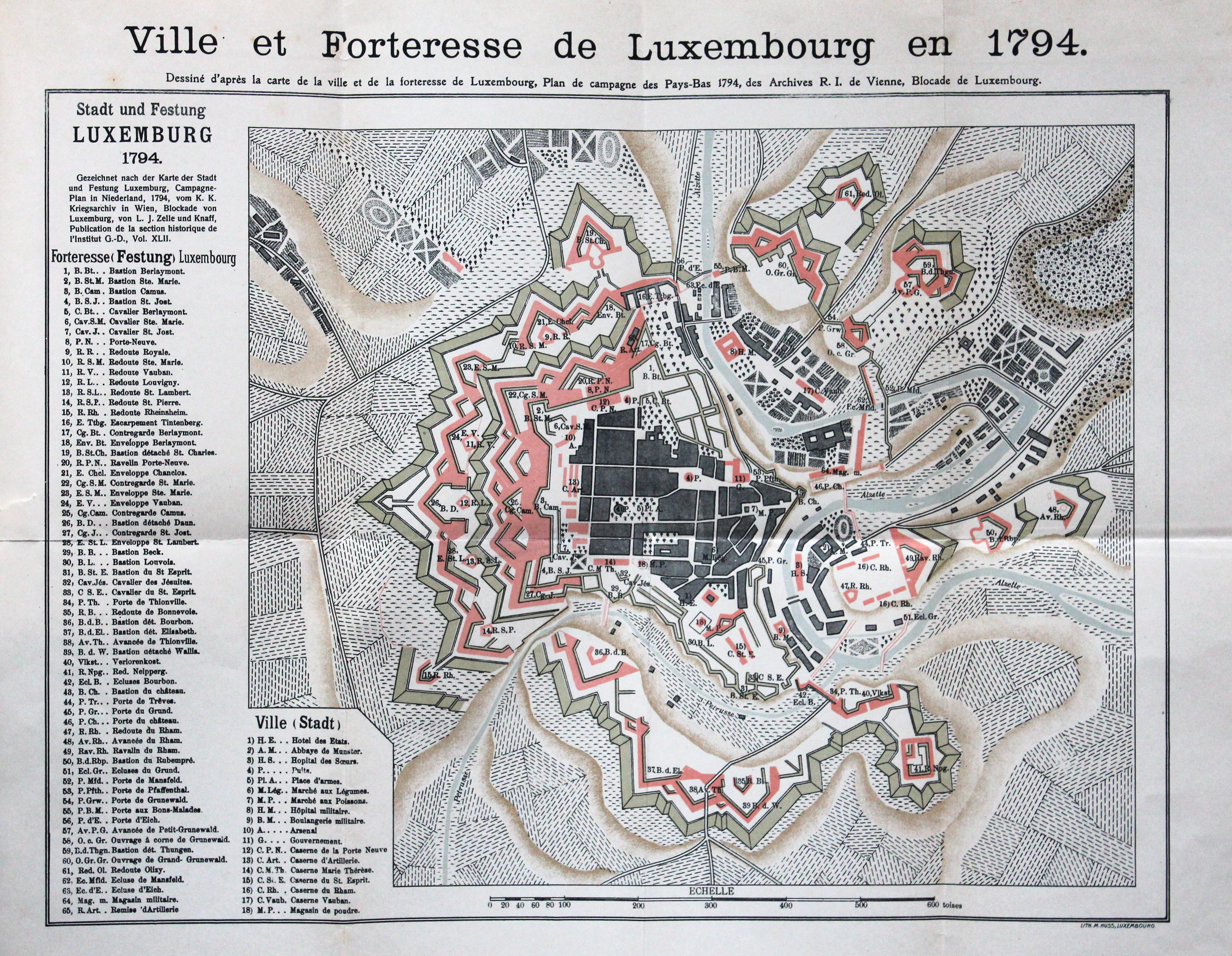
La ville et la forteresse de Luxembourg en 1794.

Afin de tenter de trouver une issue à la guerre belgo-néerlandaise, un premier traité fut d'abord signé dès 1831 par les puissances européennes, réunies lors de la conférence de Londres, à l'exception notable des Pays-Bas. Celui-ci reconnaissait les frontières de la Belgique telles que déclarées lors de son indépendance, mais laissaient toutefois la « question du Luxembourg » à des négociations ultérieures entre le futur roi des Belges, celui des Pays-Bas et la confédération germanique.
Cependant, la reprise des hostilités lors de la campagne des Dix-Jours décrédibilisa grandement la Belgique et un deuxième traité fut signé la même année à Londres, dans lequel les puissances décidèrent de réduire le territoire belge en lui soustrayant les forteresses de Luxembourg et de Maastricht. Cela entraina dès lors la scission du Grand-duché de Luxembourg en rendant au roi grand-duc la partie orientale de ses terres, de langues germaniques (à l'exception du Pays d'Arlon), selon une frontière qui demeure encore aujourd’hui la frontière entre la Belgique et le Luxembourg. 
Toutefois, Guillaume Ier refusa de le ratifier, espérant toujours reformer son Royaume ainsi que l'ensemble de son territoire. Peu avant la  convention de Zonhoven qui marqua fin du conflit, une autre convention fut signée avec les Pays-Bas le 21 mai 1833 : la convention de Londres. Celle-ci indiquait que la  Belgique avait l'exercice de la souveraineté dans les parties cédées au Grand-duché par le traité de 1831. Les fonctionnaires y étaient nommés par le roi des Belges, la justice s'y rendait en son nom, c'étaient ses agents qui y percevaient les contributions et l'ordre y était maintenu par la gendarmerie belge. Lors de cette convention, la Belgique s'était toutefois engagée à s'abstenir de toute organisation militaire dans un cercle de deux lieues à partir du glacis, ceci ayant été formulé à l'occaison d'une déclaration échangée le 20 mai 1831, entre le général Charles Goethals et Louis-Guillaume de Hesse-Hombourg, gouverneur de la forteresse fédérale de Luxembourg.
Strassen étant situé à une lieue (environ 4 km) à l'ouest de la forteresse, le village demeurait donc dans la sphère d'influence orangiste, défendue par la garnison de l'armée prussienne.

### Reconnaissance du traité des XXVII articles
Le 14 mars 1838, Guillaume Ier se résigne et décide d'accepter le traité des XXVII articles, signé huit années auparavant, mettant fin au Royaume uni des Pays-Bas, engageant de facto la scission du Grand-duché de Luxembourg. Cela entraina de nombreuses réactions politiques et populaires et c'est dans ce contexte que s'inscrit l'affaire de Strassen.

## Déroulement
Le 22 avril 1838, après la nomination d'un nouveau bourgmestre favorable au régime belge, Jean Beissel, un drapeau belge fut hissé par les habitants en haut d'un arbre, en face de la résidence de ce dernier. Ceci en guise de protestation contre la future scission du Grand-duché de Luxembourg qu'allait entrainer l'acceptation du traité des XXVII articles, tel qu'annoncé par le roi grand-duc Guillaume.
Apprenant cela, le commandant prussien de la forteresse de Luxembourg, Frédéric Dumoulin, les fit sommer d'enlever le drapeau et, à la suite de leur refus, envoya un détachement de 1 200 hommes afin de le retirer. Celui-ci était composé d'un bataillon d’infanterie, d’un peloton de hussards, de lanciers et de quelques pontonniers munis de haches. L'arrière garde se composait également de canons, ce qui fut considéré comme une « quasi-armée » par Charles Metz, député belge à la Chambre des Représentants qui relaya l'affaire à Bruxelles comme tel :

« (...) le commandant a cru devoir mettre sur pied une quasi-armée : 1000 hommes manœuvraient avec toutes les précautions de la guerre sur la route qui traverse Strassen, tandis que quelques centaines de soldats précédaient cette masse mobile, et qu’un pareil nombre à peu près la suivait. »

Le bourgmestre n'étant pas présent, le commandant du détachement somma le secrétaire d’enlever le drapeau, mais ce dernier refusa. Le major prussien ordonna alors à ses pontonniers d'abattre l'arbre. Une fois celui-ci à terre, le drapeau belge fut enlevé et emporté dans la forteresse.

## Conséquences

### Autres drapeaux belges
Plusieurs autres drapeaux belges ont été arborés à Hostert, à Larochette ou à Mersch, dès le 30 avril. 
Le 28 mai, à l'occasion de la kermesse, les habitants de Niederanven firent de même. La localité se trouvant également dans le rayon de deux lieues de la forteresse, un nouveau détachement des troupes fut envoyé pour retirer l'emblème belge et placer quelques soldats en garnison chez le bourgmestre. Il en fut de même à Schouweiler, commune pourtant située au-delà du rayon d'influence, où le drapeau belge fut remplacé de force par un drapeau prussien. Apprenant cela, le Premier Ministre belge, Barthélemy de Theux recommanda au gouverneur de la province de Luxembourg, Victorin de Steenhault, de ne donner aucune suite à cette nouvelle affaire afin de ne pas envenimer davantage la situation.
Le bourgmestre d'Hesperange, la commune du rayon qui se trouvait la plus rapprochée des postes français, fut invité à arborer un drapeau belge afin de voir si les troupes prussiennes  iraient l'enlever et surtout si les troupes françaises stationnées à Thionville réagiraient. Mais celui-ci refusa, s'en tenant aux instructions de retour au calme reçues par les autorités de Bruxelles.

### Extension au Limbourg
Le 12 mai, des manifestations eurent lieu dans le Limbourg, également menaçé de scission par le traité des XXVII articles. Le Premier Ministre, Barthélemy de Theux, donna alors pour instruction au gouverneur de la province de Limbourg, Werner de Lamberts-Cortenbach, de prévenir toute manifestation des habitants du rayon stratégique de la forteresse de Maastricht afin d'éviter les conflits avec l'armée néerlandaise qui y était en garnison.

### Soutien populaire
Le 5 mai 1838, une association patriotique se forme à Arlon dans le but de prendre des mesures pour empêcher le partage du Luxembourg. Cette association adressait une proclamation aux habitants et offrait des drapeaux belges et des écharpes tricolores aux bourgmestres. 

## Réactions

### Autriche
Le 21 mai, le ministre autrichien Klemens Wenzel von Metternich fit savoir au Premier Ministre belge, Barthélemy de Theux, qu'il approuvait la conduite des autorités militaires prussiennes de la forteresse de Luxembourg.

### Belgique
- Le 28 avril 1838, l'incident fut relayé à la Chambre des représentants à Bruxelles par le député Charles Metz. Un projet d'adresse au roi Léopold Ier, fut établi comme suit[3] :

« Sire, En 1831, des circonstances malheureuses menaçaient la Belgique du douloureux sacrifice de nos frères du Limbourg et du Luxembourg ; peut-il se consommer encore aujourd’hui que sept années d’existence commune les ont attachés à la Belgique ? La chambre, Sire, ose espérer que, dans les négociations à ouvrir pour le traité avec la Hollande, l’intégrité du territoire belge sera maintenue.
Fait au palais de la Nation, le 24 avril 1838.
Signé : Charles Metz, François d'Hoffschmidt, Maximilien de Renesse (nl), Remi De Puydt, Jean-Baptiste Jadot (nl), Eugène Pollénus, Jean Scheyven (nl), Henri Simons (nl), Nicolas de Longrée. »

En sa séance du 30 avril 1838, la Chambre adopta à l'unanimité la proposition d'adresse au Roi afin que soient reprises les négociations avec les Pays-Bas « pour maintenir l'intégrité du territoire ».
- En réponse à l'interpellation de la Chambre, le Premier Ministre, Barthélemy de Theux de Meylandt envoya des instructions au gouverneur de la province de Luxembourg Victorin de Steenhault et le ministre de la guerre, Jean-Pierre Willmar, au commandant des forces belges d'Arlon, le général de Tabor, pour les inviter à « travailler à calmer les populations et à prévenir des manifestations qui amèneraient inutilement des complications ainsi que des excitations et exigeraient l'envoi de troupes ». Le gouverneur de la province envoya son secrétaire près de tous les bourgmestres des communes situées dans le rayon de deux lieues pour les engager à s’abstenir de toute manifestation et notamment pour les détourner de permettre qu’on arborât le drapeau belge.

- Le commandant des forces armées belges de la province de Luxembourg, le général Frédéric de Tabor, protesta en envoyant une lettre au commandant militaire de la forteresse de Luxembourg, le général Dumoulin.

- Le 4 mai, le Premier Ministre belge envoya une lettre à la Diète germanique en demandant solennellement que le commandant militaire de la forteresse de Luxembourg, le général Dumoulin soit blâmé et remplacé par son prédécesseur, Louis-Guillaume de Hesse-Hombourg, réputé plus conciliant. Il faisait également remarquer que le général prussien, aurait dû s'adresser au général belge de Tabor au lieu « d'user de voies de fait propres à jeter la division entre la Belgique et la Prusse. » Il mentionna aussi que l'arrangement militaire de la convention de Londres avait eu pour seul objet d'empêcher la présence de troupes belges dans le rayon stratégique de deux lieues de la forteresse.

- L'ambassadeur belge à Londres, Sylvain van de Weyer condamna l'arboration d'un drapeau belge à Strassen, mais censura la conduite du général Dumoulin.

### Luxembourg
Outre l'envoi de ses troupes, le commandant militaire de la forteresse de Luxembourg, Frédéric Dumoulin envoya une circulaire à tous les bourgmestres des communes se situant dans le rayon des deux lieues de Luxembourg-ville pour les prévenir de n'avoir à tolérer aucune démonstration contraire au statu quo.

### Prusse
Le ministre prussien, Friedrich Eichhorn, fit savoir que « le sentiment allemand se prononçait énergiquement pour le général Dumoulin, pour sa conduite rigoureuse dans l'affaire de Strassen, qu'il était devenu extrêmement populaire et que, partout où il se présenterait en Allemagne, on lui décernerait une espèce d’ovation ».

### Royaume-Uni
Le 1er mai 1838, lord Palmerston, représentant de la reine Victoria écrivit au Premier Ministre belge, Barthélemy de Theux de Meylandt :
« Je désire que vous fassiez comprendre au ministre des Affaires étrangères combien il lui importe de s'en tenir, en ce qui concerne l'affaire de Strassen, au traité de novembre 1831, qui constitue le royaume de Belgique et par lequel seulement les Puissances de l'Europe ont reconnu l'existence politique de ce royaume. Ce traité spécifie distinctement le territoire dont la Belgique doit se composer ; tout district non compris par le traité dans les limites de la Belgique n'est et ne peut être considéré comme belge ; et toute tentative du gouvernement belge pour usurper le territoire qui n'appartient pas au royaume de Belgique, ou pour engager les peuples de ce territoire à quitter leur fidélité naturelle et à se faire déclarer comme formant une partie de' la Belgique, produirait inévitablement des conséquences désastreuses à la population ainsi instiguée à la révolte, et ébranlerait les fondements mêmes sur lesquels repose l'ordre existant des choses en Belgique. »

### Pays-Bas
Depuis La Haye, certains dont le baron Mortier, se réjouissaient de l'incident y voyant un prétexte à la reprise de la guerre belgo-néerlandaise qui pourrait déboucher sur un retour au Royaume uni des Pays-Bas.

## Influence et propagande belge
D'après un rapport du commissaire de district Hanno, le député belge Charles Metz, relayeur de l'incident à la Chambre des représentants et fervent militant contre la scission du Grand-duché de Luxembourg, aurait été mêlé à l'incident de Strassen. Ce serait également sur son instigation que les habitants de Niederanven arborèrent les couleurs belges à l'occasion de leur kermesse, le 28 mai.
Le 2 juin 1838, dans une lettre adressée au ministre de la guerre, Jean-Pierre Willmar, le général Frédéric de Tabor, commandant des forces belges stationnées à Arlon mentionne : « (...) il semble aussi qu'ils avaient été excités à agir par quelques jeunes gens exaltés qui ne dissimulaient pas leur pensée toute hostile à l'autorité fédérale. »